# Nioh
Nioh (仁王 Niō?,  uttalas Niåå och kan översättas till "Välviljans konung") är ett actionrollspel utvecklat av Team Ninja och utgivet av Sony Interactive Entertainment i februari 2017 till Playstation 4. Spelets huvudkaraktär är baserad på William Adams.
Spelet kretsar kring att navigera olika nivåer och besegra monster som har angripit ett område. Nioh utspelar sig i början av 1600-talet under en fiktiv version av Sengoku-perioden, när Japan var mitt under ett inbördeskrig innan Tokugawa-shogunatet kom till makten. En sjöman vid namn William är på jakt efter en fiende. Han kommer till Japan och tar värvning hos Hattori Hanzō, en tjänare till Tokugawa Ieyasu, för att besegra Yōkai som blomstrar i krigets kaos.
Spelet utvecklades sedan 2004 som ett multimediaprojekt baserat på ett oavslutat manus som skrevs av Akira Kurosawa, och gick igenom flera versioner under de följande åtta åren då producenten Kou Shibusawa var missnöjd med resultatet. Team Ninja övertog projektet och den efterföljande utvecklingen vara i fyra år. Berättelsen baserades på livet av den historiska västerländska samurajen William Adams, trots att det utsmyckades med övernaturliga inslag. Spelet tillkännagavs först under det år som utvecklingen påbörjades, och informationen om spelet blev sporadisk fram till 2015, då det introducerades på nytt som ett Playstation 4-exklusivt spel. Alfa- och beta-demoversionerna släpptes under 2016, som båda användes för att beräkna allmänhetens reaktion på spelet och göra justeringar baserat på spelarnas återkoppling. Spelet planerades tidigare att släppas under 2016, men justeringarna försenade lanseringen till följande år. Nioh fick positiva recensioner under dess lansering, där flera recensenter jämförde spelet med spelserien Souls utvecklat av From Software.